# Bogorodsk (Bogorodský rajón)
Bogorodsk (rusky Богоро́дск) je město v Nižněnovgorodské oblasti v Ruské federaci. Při sčítání lidu v roce 2010 měl přes pětatřicet tisíc obyvatel.

## Poloha a doprava
Bogorodsk leží přibližně čtyřicet kilometrů jihozápadně od Nižního Novgorodu. Ve městě je nádraží na železniční trati z Nižního Novgorodu do Pavlova.

## Dějiny
Bogorodsk byl založen v roce 1570, když Ivan Hrozný vyhnal přibližně 300 osadníků z Nižního Novgorodu. Původně se nazýval Bogorodickoje (odvozeno od Bogorodica, tj. Bohorodička). Městem je od roku 1923.

### Rodáci
- Anatolij Alexejevič Solonicyn (1934–1982), herec